# Eclissi solare del 4 febbraio 1981
L'eclissi solare del 4 febbraio 1981 è un evento astronomico che ha avuto luogo il suddetto giorno attorno alle ore 22.09 UTC. 
L'eclissi, di tipo anulare, è stata visibile in alcune parti dell'Oceania (Australia, Nuova Zelanda), dell'Antartide, del Sud America e dell'Oceano Pacifico.
L'eclissi è durata 33 secondi e l'ombra lunare sulla superficie terrestre ha raggiunto una larghezza di 25 km.
L'evento del 4 febbraio 1981 è stata la prima eclissi solare nel 1981 e la 184ª nel XX secolo. La precedente eclissi solare si è verificata il 10 agosto 1980, la seguente il 31 luglio 1981.

## Percorso e visibilità
La superficie della Great Australia Bay, a circa 540 chilometri a sud-ovest dell'isola dei Canguri, in Australia, è stata la prima area terrestre ad essere interessata dall'eclissi solare anulare, all'alba locale del 5 febbraio. Dopo di che, la pseudo umbra della luna si è spostata a sud-est e ha attraversato la Tasmania meridionale nell'Australia meridionale e l'isola Stewart meridionale nel sud della Nuova Zelanda, oltre alle le isole minori adiacenti ad esse. L'ombra è passata a sud della linea internazionale del cambio di data ed ha raggiunto la massima eclissi sulla piccola isola di Rapa Iti nella Polinesia francese, a circa 19 chilometri a sud dell'oceano. La pseudo-umbra non ha mai toccato alcun terreno, terminando al tramonto del 4 febbraio (a seguito dell'attraversamento della linea di cambio data) nell'oceano Pacifico a circa 280 chilometri al largo della Regione di Ica in Perù.
Tutte le terre attraversate dalla pseudo umbra erano costituite da isole

## Osservazione a fini scientifici
La Tasmania Astronomical Society australiana ha istituito 18 siti lungo il tratto di confine nord-sud della Tasmania per misurare con precisione il diametro del sole. Tuttavia, a causa della presenza di perturbazioni nuvolose è stato possibile effettuare rilevamenti solo in due siti. L'Osservatorio della Marina degli Stati Uniti, in Tasmania ha fotografato la fase dell'eclissi parziale con una videocamera portatile. Sono stati effettuati studi per correggere gli errori di calcolo dei tempi di una eclissi dovuti all'imperfezione del bordo lunare rispetto ai calcoli teorici considerando la luna come sfera regolare.

## Eclissi correlate

### Eclissi solare 1979 - 1982
Questa eclissi è un membro di una serie semestrale. Un'eclissi in una serie semestrale di eclissi solari si ripete approssimativamente ogni 177 giorni e 4 ore (un semestre) in nodi alternati dell'orbita della Luna.

### Ciclo di Saros 140
L'evento fa parte del ciclo di Saros 140, che si ripete ogni 18 anni, 11 giorni, comprendente 71 eventi. La serie è iniziata con un'eclissi solare parziale il 16 aprile 1512. Comprende eclissi totali dal 21 luglio 1656 al 9 novembre 1836, eclissi ibride dal 20 novembre 1854 al 23 dicembre 1908 ed eclissi anulari dal 3 gennaio 1927 al 7 dicembre 2485. La serie termina al membro 71 con un'eclissi parziale il 1º giugno 2774. La durata più lunga di un'eclissi totale è stata di 4 minuti e 10 secondi, il 12 agosto 1692.